# Polska Biblioteka Internetowa
Polska Biblioteka Internetowa – fundacja i biblioteka cyfrowa utworzona przez Departament Promocji Społeczeństwa Informacyjnego KBN Ministerstwa Nauki.
PBI miała w zamierzeniu gromadzić i udostępniać różnorodne publikacje w języku polskim poprzez internet. Jej zasoby miały m.in. ułatwiać edukację głównie osobom pochodzącym z małych miast, wsi czy innych regionów oddalonych od ośrodków akademickich i kulturalnych. Przewidywano płatny dostęp do niektórych materiałów w celu przestrzegania praw autorskich.
W chwili otwarcia znalazło się w niej ok. 130 książek w wersji elektronicznej (HTML, plik tekstowy i plik PDF). Stan na marzec 2010 roku to ponad 32 tysiące pozycji.
Za bibliotekę odpowiadało Ministerstwo Spraw Wewnętrznych i Administracji. 21 grudnia 2002 Polska Biblioteka Internetowa rozpoczęła działanie w sieci. W czerwcu 2008 r. została przekazana z MSWiA w gestię Ministerstwa Kultury i Dziedzictwa Narodowego. Na zlecenie MKiDN prace nad jej rozbudową prowadziła Biblioteka Narodowa. W 2012 rozpoczęto migrację zbiorów do biblioteki Polona, zakończoną w 2016.

## Krytyka
Polska Biblioteka Internetowa była wielokrotnie krytykowana, zarzucano jej między innymi:
- nadmierny koszt inwestycji (3,5 mln zł)[3] w porównaniu do niewielkiej liczby proponowanych pozycji (szczególnie tych możliwych do łatwego ściągnięcia offline),
- katalog jedynie po tytule książki bądź autorze[4]
- błędy literowe w plikach PDF.

Zarzuty potwierdziła Najwyższa Izba Kontroli.
Strona pojawiła się również w Osiołkach (serwis piętnujący i zarazem pomagający stronom napisanym niezgodnie ze standardami i przez to niedostępnym dla użytkowników niektórych przeglądarek, głównie innych niż Internet Explorer).